# Khosro Heydari
Khosro Heydari (in persiano خسرو حیدری‎; Teheran, 14 settembre 1983) è un ex calciatore iraniano, di ruolo difensore o centrocampista.

## Carriera

### Club
Ha giocato nella massima serie iraniana con varie squadre.

### Nazionale
Ha esordito in nazionale nel 2007.

## Palmarès

### Club
- Campionato iraniano: 3

Esteghlal: 2008-2009, 2012-2013
Sepahan: 2010-2011
- Coppa d'Iran: 2

Esteghlal: 2011-2012, 2017-2018

### Nazionale
- Giochi asiatici: 1

2006